# Koji Uehara
Koji Uehara (japanska: 上原 浩治?, Uehara Kōji), född den 3 april 1975 i Neyagawa, är en japansk professionell basebollspelare som spelar för Yomiuri Giants i Nippon Professional Baseball (NPB). Han har tidigare spelat flera säsonger i Major League Baseball (MLB). Uehara är högerhänt pitcher.

## Karriär

### Nippon Professional Baseball

#### Yomiuri Giants

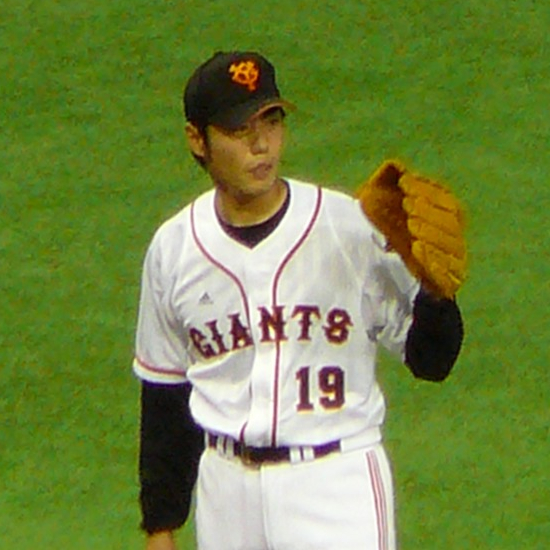
Uehara i Yomiuri Giants dräkt 2006.

Uehara draftades först av alla i draften 1998 av Yomiuri Giants i den japanska proffsligan Nippon Professional Baseball (NPB), för vilken klubb han sedan spelade tio säsonger 1999–2008. Första säsongen blev succéartad där han hade flest vinster (20), lägst earned run average (ERA) (2,09) och flest strikeouts (179) i Central League (en så kallad Triple Crown). Han utsågs inte bara till Rookie of the Year i ligan utan erhöll även Eiji Sawamura Award, som tilldelas bästa starting pitcher i ligan. Han erhöll Eiji Sawamura Award även 2002. Under sin tid i NPB vann Uehara ligamästerskapet två gånger (2000 och 2002) och togs ut till åtta all star-series. Han användes som starting pitcher, utom 2007 då han var klubbens closer och hade 32 saves.

### Major League Baseball

#### Baltimore Orioles

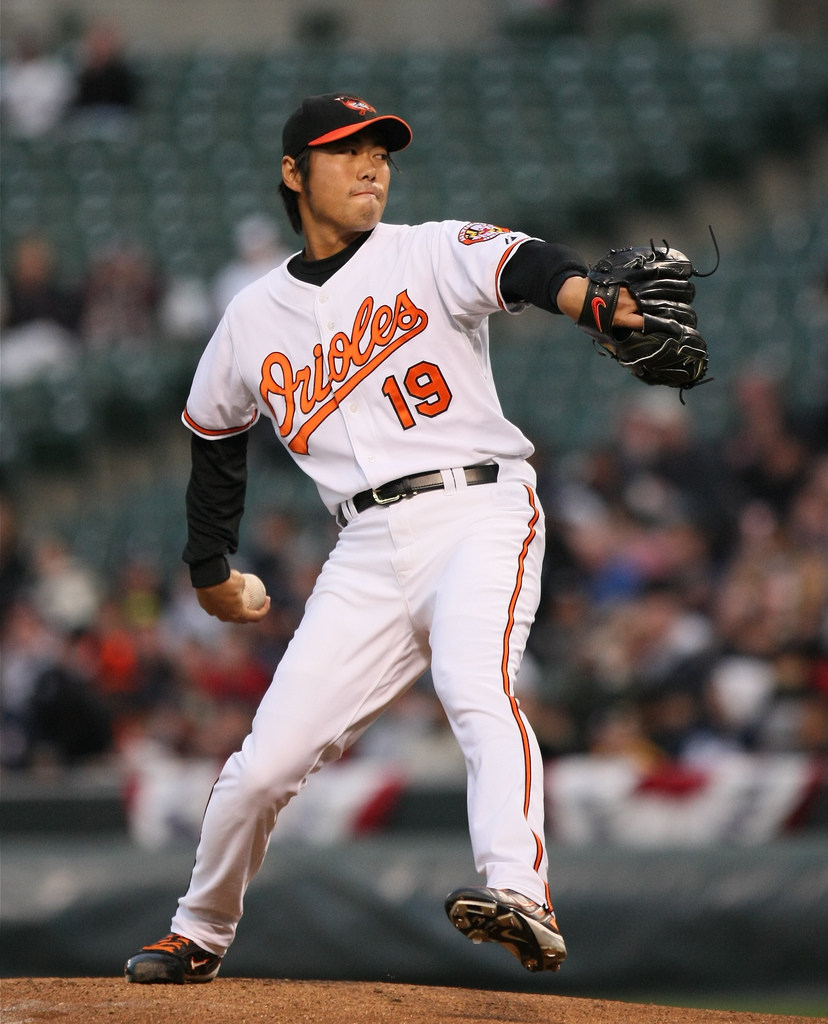
Uehara i Baltimore Orioles dräkt 2009.

2009 bestämde Uehara sig för att pröva lyckan i Major League Baseball (MLB) och skrev på för Baltimore Orioles som klubbens första japanska spelare någonsin. Kontraktet var värt tio miljoner dollar över två år och Orioles planerade att använda honom som starter. Uehara debuterade i MLB den 8 april 2009 i en match mot New York Yankees som han startade och vann. Senare under säsongen drabbades han av en skada i vänster lårs baksida som höll honom borta från spel i ett par veckor. Han hade problem med denna typ av skada även när han spelade i Japan. Han hann bara med tre matcher efter återkomsten innan han hamnade på skadelistan igen, nu med en skada i höger armbåge. Han försökte göra comeback, men i september bestämde klubben att hans säsong var över. Under säsongen var han 2-4 (två vinster och fyra förluster) med en ERA på 4,05 på tolv matcher.
Uehara inledde 2010 års säsong skadad och gjorde inte sin första match förrän den 6 maj, återigen på grund av vänster lårs baksida. Orioles använde honom därefter som avbytare (reliever) för att han inte skulle slå upp skadan igen. I slutet av maj, efter bara sex matcher, återkom problemen i höger armbåge och Ueharas comeback dröjde till slutet av juni. Den 21 augusti fick han sin första save i MLB och från och med den matchen började han användas som Orioles closer. Han var under säsongen 1-2 med en ERA på 2,86 på 43 matcher och hade 13 saves på 15 save opportunities. Efter säsongen blev Uehara free agent, men han skrev i december på för Orioles igen, denna gång ett ettårskontrakt värt tre till fem miljoner dollar, beroende på hans prestationer under den kommande säsongen, med möjlighet till förlängning ytterligare ett år.
Uehara pitchade bra för Orioles 2011, då han användes som reliever i slutet av matcherna men inte var klubbens closer. I slutet av juli bytte Orioles bort honom till Texas Rangers i utbyte mot två unga lovande spelare. Dessförinnan var han 1-1 med en ERA på 1,72 på 43 matcher för Orioles under säsongen. Under hela sin tid för klubben var han 4-7 och hade 13 saves med en ERA på 3,03 på 98 matcher.

#### Texas Rangers

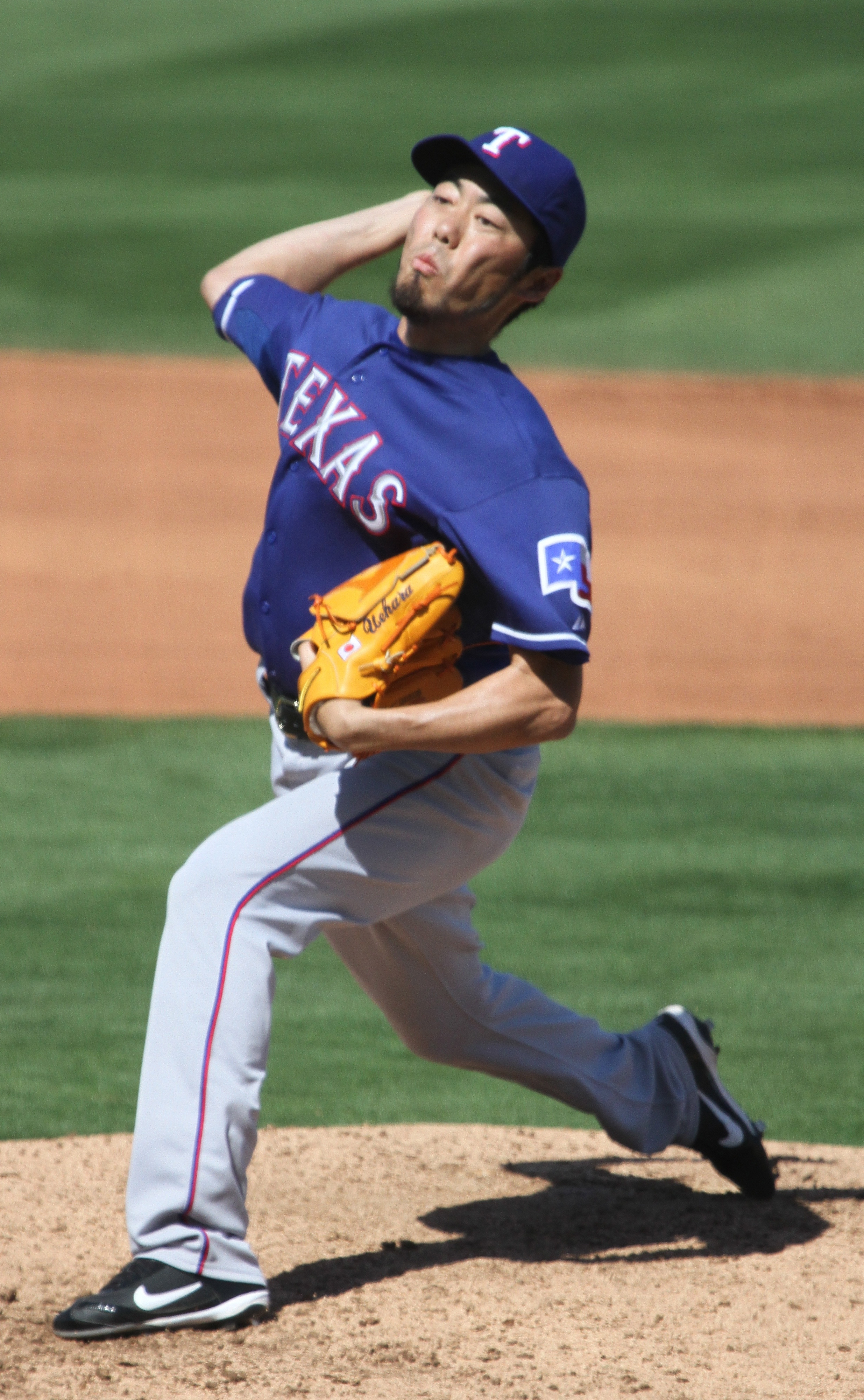
Uehara i Texas Rangers dräkt 2012.

Uehara var 1-2 med en ERA på 4,00 på 22 matcher för Rangers under resten av grundserien 2011. Sett över hela grundserien för Orioles och Rangers var han 2-3 med en ERA på 2,35 på 65 matcher. Rangers gick till slutspel och i första omgången, American League Division Series (ALDS) mot Tampa Bay Rays, fick Uehara chansen i match två men tillät tre poäng utan att bränna någon slagman. Som tur var för Uehara vann Rangers matchen ändå. I nästa omgång, American League Championship Series (ALCS) mot Detroit Tigers, deltog Uehara i två matcher men hans ERA där var 13,50 och han fick inte spela någon match i World Series för Rangers, som förlorade mot St. Louis Cardinals med 3–4 i matcher.
Inför 2012 års säsong fanns det spekulationer om att Rangers skulle byta bort Uehara, men så blev det inte. I mitten av juni fick han en muskelbristning i höger armhåla och kunde inte göra comeback förrän i slutet av augusti efter några matcher för Rangers högsta farmarklubb. Uehara var 0-0 med en ERA på 1,75 på 37 matcher under grundserien 2012. Slutspelet varade bara en match för Rangers, som åkte ut mot Baltimore Orioles i American League Wild Card Game (ALWC), där Uehara pitchade en inning.

#### Boston Red Sox
Efter 2012 års säsong blev Uehara free agent igen och skrev i december 2012 på för Boston Red Sox. I slutet av juni 2013 blev han Red Sox closer och gjorde succé i den rollen. Under nio matcher i augusti till september brände han 27 slagmän i rad, vilket motsvarar en perfect game, och innebar ett nytt klubbrekord för relievers. Han lyckades bränna tio till innan han till slut tillät en hit och slutade därmed på 37 raka bränningar. Under grundserien 2013 var Uehara 4-1 med en ERA på 1,09 på 73 matcher och hade 21 saves på 24 save opportunities. Hans walks + hits per inning pitched (WHIP) på 0,57 under säsongen var lägst i MLB:s historia bland dem som pitchat minst 50 inningar.

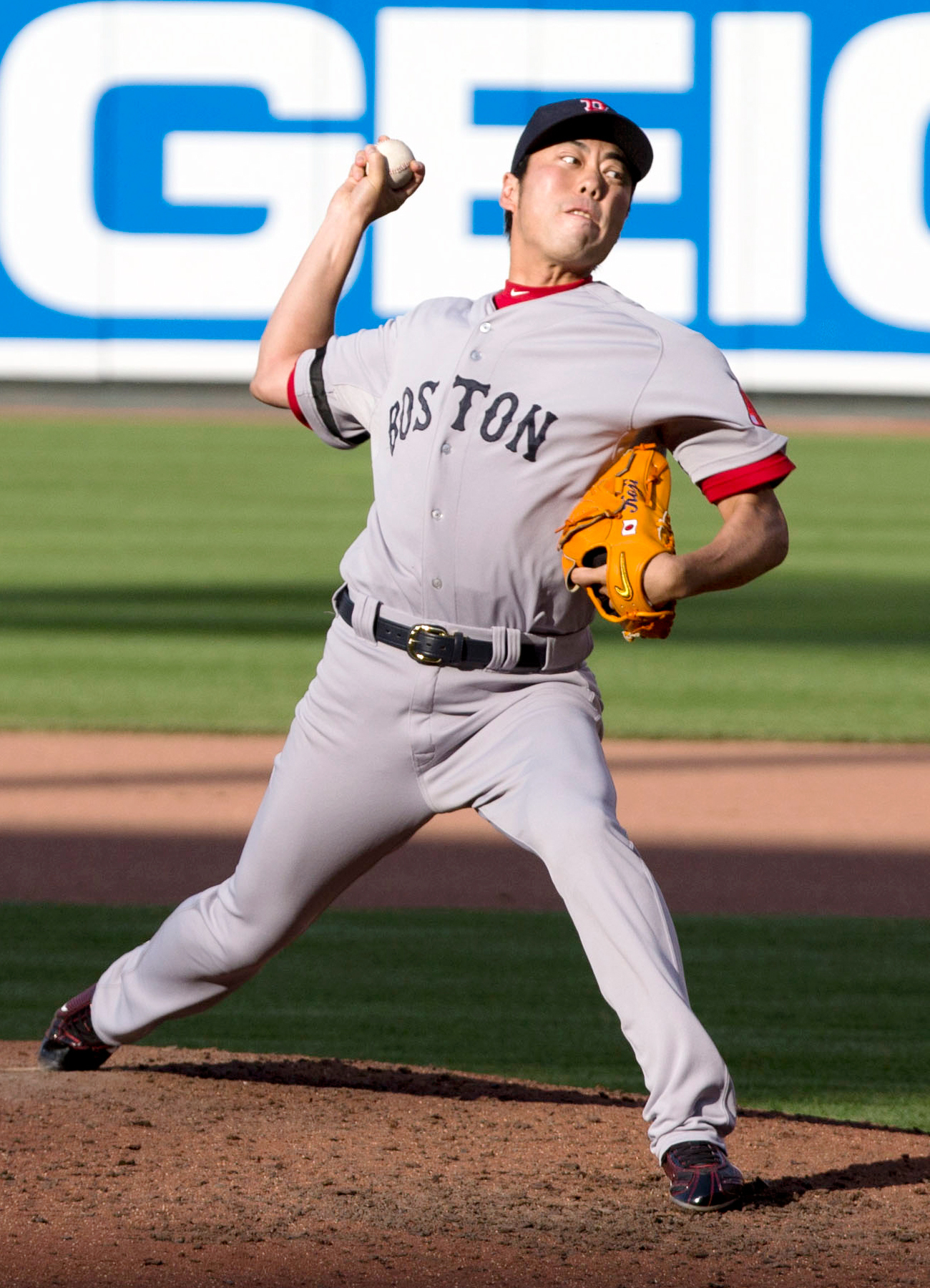
Uehara i Boston Red Sox dräkt 2013.

Red Sox gick till slutspel och där hade Uehara först en save innan han tillät en walk-off homerun i botten av nionde inningen i den tredje matchen i ALDS mot Tampa Bay Rays. Redan nästa dag revanscherade han sig genom att bränna de sista fyra slagmännen i den fjärde matchen i ALDS, vilken Red Sox vann med 3–1 och därmed gick vidare till ALCS mot Detroit Tigers. Väl där deltog Uehara i de tre första matcherna och fick en save i match tre och i match fem. I match sex fick han sin tredje save i matchserien, som Red Sox vann med 4–2 i matcher. Uehara utsågs till mest värdefulla spelare (MVP) i ALCS. I World Series mot St. Louis Cardinals var Uehara pitcher både när Red Sox förlorade match tre på en error och en obstruction och när Red Sox vann match fyra på en pick-off, där Uehara även fick en save. Han fick en save även i match fem och tangerade därmed MLB:s slutspelsrekord på sju saves. I match sex, som Red Sox vann med 6–1 och därmed säkrade sin åttonde World Series-titel, fick Uehara äran att avsluta matchen trots att det inte var en save opportunity. Uehara kom efter säsongen sjua i omröstningen till American Leagues Cy Young Award, priset till ligans bästa pitcher, vilket var bäst bland alla avbytarpitchers (relievers).
Strax efter inledningen av 2014 års säsong fick Uehara problem med axeln och missade flera matcher. Han fortsatte dock att spela bra och togs efter halva säsongen ut till sin första all star-match i MLB. Då var han 4-2 med en ERA på 1,30 på 40 matcher och hade 18 saves på 19 save opportunities. Motståndarnas slaggenomsnitt var bara 0,175. Även efter det presterade han bra pitching fram till mitten av augusti, då han var en av få spelare för Red Sox som haft en bra säsong. Han hade då en ERA på 1,27 och 26 saves på 28 save opportunities. Efter det fick han dock problem och på sina sex nästa matcher tillät han tio poäng och 14 hits på bara 4,2 innings pitched vilket inkluderade tre blown saves och tre förluster. I det läget avsattes han tillfälligt som closer av Red Sox. Uehara var under 2014 års säsong 6-5 med en ERA på 2,52 på 64 matcher och 26 saves på 31 save opportunities. Efter säsongen skrev han på ett tvåårskontrakt med Red Sox värt 18 miljoner dollar.
Uehara inledde 2015 års säsong på skadelistan på grund av en muskelbristning i vänster lårs baksida, men han var tillbaka redan i mitten av april. Han hade återigen en stabil säsong för Boston fram till början av augusti, då han träffades av en slagen boll på höger hand och tvingades till operation. I det läget hade han spelat 43 matcher och var 2-4 med en ERA på 2,23 och 25 saves på 27 save opportunities.
Året efter var Uehara också skadad i över en månad, och sett över hela säsongen var han 2-3 med en ERA på 3,45 på 50 matcher. Han var dock inte Red Sox ordinarie closer och hade bara sju saves. I slutspelet deltog han i två matcher när Boston åkte ur direkt mot Cleveland Indians. Efter säsongen blev han free agent.

#### Chicago Cubs
Inför 2017 års säsong skrev Uehara på ett ettårskontrakt med Chicago Cubs värt sex miljoner dollar. Han avslutade säsongen skadad och spelade inte några matcher efter den 2 september. Han var under säsongen 3-4 med en ERA på 3,98 på 49 matcher. Vidare hade han två saves på fem save opportunities. Efter säsongen blev han free agent.

### Nippon Professional Baseball igen

#### Yomiuri Giants igen
Uehara återvände 2018 till NPB och sin gamla klubb Yomiuri Giants. Han skrev på ett ettårskontrakt värt 1,87 miljoner dollar.

### Internationellt
Under den tid Uehara spelade i NPB tog han brons för Japan vid olympiska sommarspelen 2004 i Aten och deltog även vid olympiska sommarspelen 2008 i Peking, där Japan kom fyra.
Uehara representerade även Japan vid World Baseball Classic 2006, där Japan vann. Han startade tre matcher och vann två av dem med en ERA på 1,59.

## Statistik

### Nippon Professional Baseball

#### Grundserien
| År             | Klubb          | W   | L  | ERA  | G   | GS  | CG | SHO | SV | SVO | HLD | IP      | H     | R   | ER  | HR  | HB | WP | BB  | IBB | SO    | AVG | WHIP |
| -------------- | -------------- | --- | -- | ---- | --- | --- | -- | --- | -- | --- | --- | ------- | ----- | --- | --- | --- | -- | -- | --- | --- | ----- | --- | ---- |
| 1999           | YOM            | 20  | 4  | 2,09 | 25  | 25  | 12 | 1   | 0  | ?   | ?   | 197,2   | 153   | 49  | 46  | 12  | 4  | 3  | 24  | 3   | 179   | ?   | 0,90 |
| 2000           | YOM            | 9   | 7  | 3,57 | 20  | 20  | 6  | 1   | 0  | ?   | ?   | 131,0   | 112   | 53  | 52  | 20  | 1  | 1  | 22  | 1   | 126   | ?   | 1,02 |
| 2001           | YOM            | 10  | 7  | 4,02 | 24  | 22  | 4  | 1   | 0  | ?   | ?   | 138,2   | 133   | 66  | 62  | 18  | 5  | 2  | 28  | 3   | 108   | ?   | 1,16 |
| 2002           | YOM            | 17  | 5  | 2,60 | 26  | 26  | 8  | 3   | 0  | ?   | ?   | 204,0   | 173   | 65  | 59  | 18  | 6  | 2  | 23  | 3   | 182   | ?   | 0,96 |
| 2003           | YOM            | 16  | 5  | 3,17 | 27  | 27  | 11 | 1   | 0  | ?   | ?   | 207,1   | 190   | 76  | 73  | 28  | 5  | 0  | 23  | 3   | 194   | ?   | 1,03 |
| 2004           | YOM            | 13  | 5  | 2,60 | 22  | 22  | 2  | 0   | 0  | ?   | ?   | 163,0   | 135   | 54  | 47  | 24  | 5  | 1  | 23  | 0   | 153   | ?   | 0,97 |
| 2005           | YOM            | 9   | 12 | 3,31 | 27  | 27  | 6  | 2   | 0  | ?   | ?   | 187,1   | 164   | 73  | 69  | 24  | 0  | 0  | 22  | 0   | 145   | ?   | 0,99 |
| 2006           | YOM            | 8   | 9  | 3,21 | 24  | 24  | 5  | 0   | 0  | ?   | ?   | 168,1   | 157   | 67  | 60  | 24  | 1  | 0  | 21  | 3   | 151   | ?   | 1,06 |
| 2007           | YOM            | 4   | 3  | 1,74 | 55  | 0   | 0  | 0   | 32 | ?   | ?   | 62,0    | 47    | 12  | 12  | 4   | 1  | 1  | 4   | 1   | 66    | ?   | 0,82 |
| 2008           | YOM            | 6   | 5  | 3,81 | 26  | 12  | 2  | 0   | 1  | ?   | ?   | 89,2    | 90    | 43  | 38  | 11  | 0  | 0  | 16  | 1   | 72    | ?   | 1,18 |
| Totalt (10 år) | Totalt (10 år) | 112 | 62 | 3,01 | 276 | 205 | 56 | 9   | 33 | ?   | ?   | 1 549,0 | 1 354 | 558 | 518 | 183 | 28 | 10 | 206 | 18  | 1 376 | ?   | 1,01 |

     = Bäst i ligan (för genomsnittskategorier: minst 1 IP för varje match som klubben spelade)
     = Sämst i ligan

### Major League Baseball

#### Grundserien
| År            | Klubb         | W  | L  | ERA  | G   | GS | CG | SHO | SV | SVO | HLD | IP    | H   | R   | ER  | HR | HB | WP | BB | IBB | SO  | AVG   | WHIP |
| ------------- | ------------- | -- | -- | ---- | --- | -- | -- | --- | -- | --- | --- | ----- | --- | --- | --- | -- | -- | -- | -- | --- | --- | ----- | ---- |
| 2009          | BAL           | 2  | 4  | 4,05 | 12  | 12 | 0  | 0   | 0  | 0   | 0   | 66,2  | 71  | 33  | 30  | 7  | 0  | 0  | 12 | 1   | 48  | 0,270 | 1,25 |
| 2010          | BAL           | 1  | 2  | 2,86 | 43  | 0  | 0  | 0   | 13 | 15  | 6   | 44,0  | 37  | 15  | 14  | 5  | 0  | 1  | 5  | 0   | 55  | 0,220 | 0,95 |
| 2011          | BAL (del)     | 1  | 1  | 1,72 | 43  | 0  | 0  | 0   | 0  | 1   | 13  | 47,0  | 25  | 9   | 9   | 6  | 0  | 0  | 8  | 1   | 62  | 0,152 | 0,70 |
| 2011          | TEX (del)     | 1  | 2  | 4,00 | 22  | 0  | 0  | 0   | 0  | 0   | 9   | 18,0  | 13  | 8   | 8   | 5  | 0  | 0  | 1  | 0   | 23  | 0,191 | 0,78 |
| 2011          | TOT           | 2  | 3  | 2,35 | 65  | 0  | 0  | 0   | 0  | 1   | 22  | 65,0  | 38  | 17  | 17  | 11 | 0  | 0  | 9  | 1   | 85  | 0,164 | 0,72 |
| 2012          | TEX           | 0  | 0  | 1,75 | 37  | 0  | 0  | 0   | 1  | 1   | 7   | 36,0  | 20  | 7   | 7   | 4  | 0  | 1  | 3  | 0   | 43  | 0,160 | 0,64 |
| 2013          | BOS           | 4  | 1  | 1,09 | 73  | 0  | 0  | 0   | 21 | 24  | 13  | 74,1  | 33  | 10  | 9   | 5  | 1  | 1  | 9  | 2   | 101 | 0,130 | 0,57 |
| 2014          | BOS           | 6  | 5  | 2,52 | 64  | 0  | 0  | 0   | 26 | 31  | 1   | 64,1  | 51  | 18  | 18  | 10 | 1  | 1  | 8  | 0   | 80  | 0,216 | 0,92 |
| 2015          | BOS           | 2  | 4  | 2,23 | 43  | 0  | 0  | 0   | 25 | 27  | 0   | 40,1  | 28  | 14  | 10  | 3  | 0  | 4  | 9  | 1   | 47  | 0,188 | 0,92 |
| 2016          | BOS           | 2  | 3  | 3,45 | 50  | 0  | 0  | 0   | 7  | 9   | 18  | 47,0  | 34  | 18  | 18  | 8  | 2  | 1  | 11 | 1   | 63  | 0,200 | 0,96 |
| 2017          | CHC           | 3  | 4  | 3,98 | 49  | 0  | 0  | 0   | 2  | 5   | 14  | 43,0  | 38  | 21  | 19  | 7  | 0  | 0  | 12 | 3   | 50  | 0,232 | 1,16 |
| Totalt (9 år) | Totalt (9 år) | 22 | 26 | 2,66 | 436 | 12 | 0  | 0   | 95 | 113 | 81  | 480,2 | 350 | 153 | 142 | 60 | 4  | 9  | 78 | 9   | 572 | 0,199 | 0,89 |

#### Slutspelet
| År            | Klubb         | W | L | ERA   | G  | GS | CG | SHO | SV | SVO | HLD | IP   | H  | R | ER | HR | HB | WP | BB | IBB | SO | AVG   | WHIP |
| ------------- | ------------- | - | - | ----- | -- | -- | -- | --- | -- | --- | --- | ---- | -- | - | -- | -- | -- | -- | -- | --- | -- | ----- | ---- |
| 2011          | TEX           | 0 | 0 | 33,75 | 3  | 0  | 0  | 0   | 0  | 0   | 0   | 1,1  | 5  | 5 | 5  | 3  | 0  | 0  | 2  | 0   | 1  | 0,556 | 5,25 |
| 2012          | TEX           | 0 | 0 | 0,00  | 1  | 0  | 0  | 0   | 0  | 0   | 0   | 1,0  | 0  | 0 | 0  | 0  | 0  | 0  | 0  | 0   | 3  | 0,000 | 0,00 |
| 2013          | BOS           | 1 | 1 | 0,66  | 13 | 0  | 0  | 0   | 7  | 7   | 0   | 13,2 | 7  | 1 | 1  | 1  | 0  | 0  | 0  | 0   | 16 | 0,152 | 0,51 |
| 2016          | BOS           | 0 | 0 | 0,00  | 2  | 0  | 0  | 0   | 0  | 0   | 0   | 2,0  | 1  | 0 | 0  | 0  | 0  | 0  | 0  | 0   | 1  | 0,167 | 0,50 |
| Totalt (4 år) | Totalt (4 år) | 1 | 1 | 3,00  | 19 | 0  | 0  | 0   | 7  | 7   | 0   | 18,0 | 13 | 6 | 6  | 4  | 0  | 0  | 2  | 0   | 21 | 0,203 | 0,83 |

     = MLB-rekord